# Spodoptera festiva
Spodoptera festiva là một loài bướm đêm trong họ Noctuidae.